# Plectrocnemiella carelica
Plectrocnemiella carelica är en nattsländeart som beskrevs av Nybom 1950. Plectrocnemiella carelica ingår i släktet Plectrocnemiella och familjen fångstnätnattsländor. Inga underarter finns listade i Catalogue of Life.